# Topographia Ducatus Carniolae modernae

Titelblatt der Topographia Ducatus Carnioliae modernae

Schloss Wagensperg/Bogenšperg, Stich aus der Topographia Ducatus Carnioliae modernae, Standort der graphischen Werkstätten

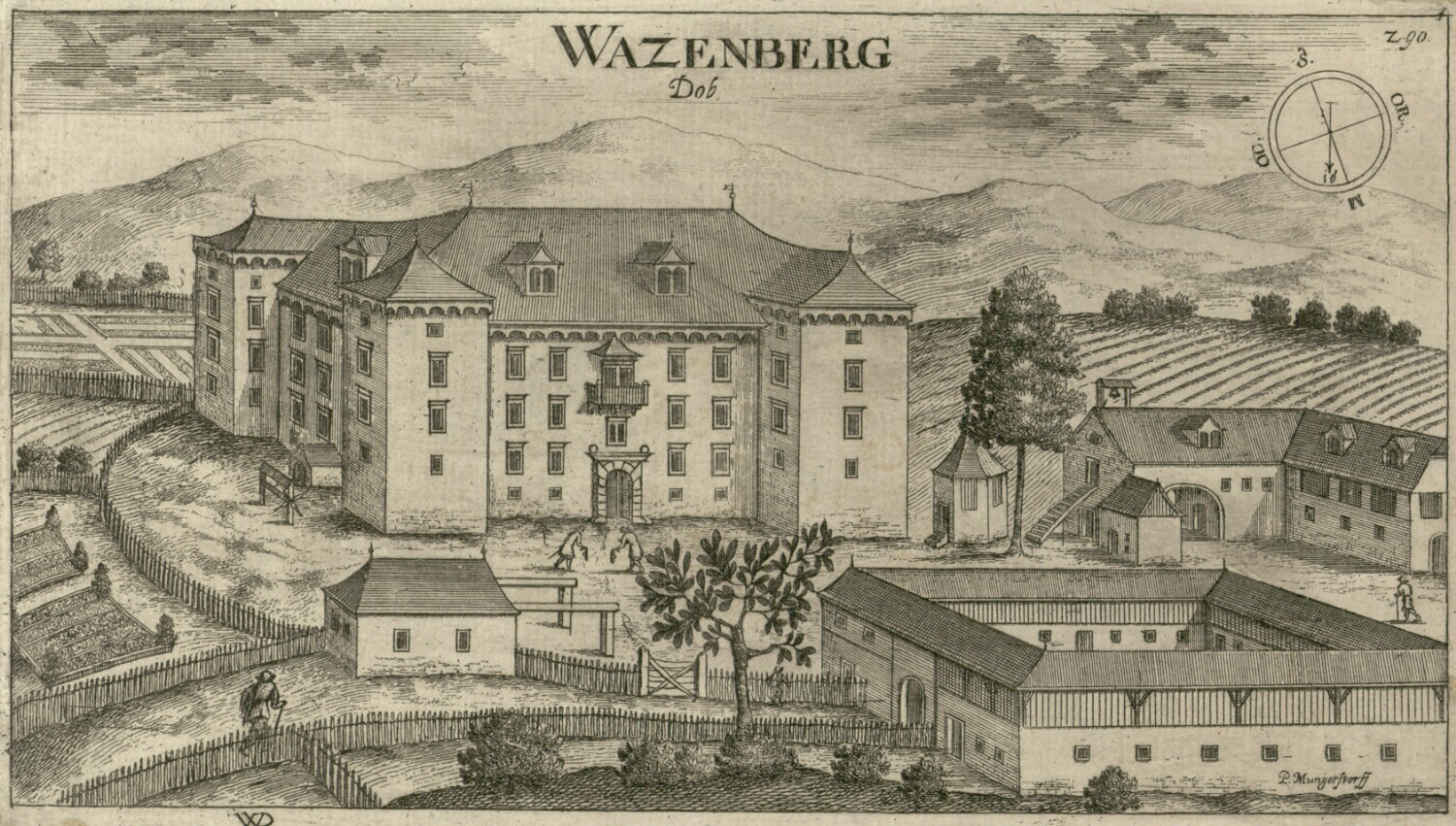
Schloss Wazenberg im 17. Jahrhundert, Kupferstich von Peter Mungerstorf im Topographia Ducatus Carniolae modernae

Topographia Ducatus Carnioliae modernae ist der Titel eines Buches das von Johann Weichard Valvasor im Jahre 1679 veröffentlicht wurde. Auf zeitgenössischen Kupferstichen werden in diesem Werk, die Städte, Märkte, Klöster, Burgen und Schlösser im damaligen Herzogtum Krain, dem heutigen zentralen Landesteil von Slowenien, dargestellt.

## Buchbetrachtung
„TOPOGRAPHIA DUCATUS CARNIOLIAE MODERNAE das ist Controfee aller Stätt, Märckht, Clöster, vndt Schlösser, wie sie anietzo stehen in dem Hertzogthumb Crain. Heervorgebracht zu Wagensperg in Crain im Jahr 1679. Mit sonderbarem Fleiß durch Johann Weichart Valvasor.“
Mit dieser Aufschrift schmückte der Autor das Titelblatt seines Werkes, daneben ist das Landeshaus, der Neue Markt und das Bergschloss der Stadt Laibach (heute Ljubljana) abgebildet. Über der Stadt schwebt ein Engel mit zwei Posaunen und Fahnen. Auf der einen Fahne steht eine Würdigung Krains, auf der anderen ist das Krainer Landeswappen dargestellt. 
Nach dem Titelblatt folgt auf zwei Seiten eine lateinische Widmung von Valvasor an die Krainer Landstände und anschließend auf zwei weiteren Seiten eine lateinische Gratulation von Paul Ritter-Vitezović. Nun schließen sich die 319 Kupferstiche an, auf denen die Krainer Städte und Märkte, Burgen, Schlösser, Klöster und Bergwerke gezeigt werden. Am Buchende fügte Valvasor noch ein Verzeichnis hinzu: 
„INDEX Zu der Cranerischen Topographia gehörig, welche in vier Theil getheilet wird, als in O.V. das ist Ober Viertel, in M.V. das ist Mitter Viertel, in U.V. das ist Unter Viertel, vnd in I.V. das ist Inner Viertel, was am Kharst, Peüg, Istereich, vnd Wipach ist.“
Dieses Register besteht aus zwei Abteilungen. Der umfangreichere deutsche Teil, mit zwölf Seiten, zählt die Objekte alphabetisch geordnet mit dem deutschen Namen auf, bezeichnet die geographische Lage im Lande und führt den jeweiligen Herrschaftsbesitzer an. Die zweite Abteilung, benennt auf zwei Seiten die dargestellten Orte und Schlösser: „in Crainerischer Sprach“.
Die 320 Kupferstiche sind im Querformat gefertigt und haben dabei die Abmessungen von ca. 210 mm Breite bei ca. 115 mm Höhe. Sie wurden allesamt in Valvasors graphischer Werkstätte auf Schloss Wagensperg/Bogenšperg in Unterkrain/Dolenjska hergestellt. Die Textseiten der Topographia ließ Valvasor bei dem seit 1678 in Laibach ansässigen Buchdrucker Johann Baptist Mayr drucken.
Bei vielen Exkursionen, die ihn kreuz und quer durch sein Heimatland führten, zeichnete Johann Weichard die jeweiligen Schlossgebäude oder Siedlungen, nach der Natur ab und sammelte sie in Skizzenbücher. Diese Abbildungen dienten dann später, dem Grafiker als Vorlage bei der Herstellung der eigentlichen Druckplatte. Nur teilweise bekannt sind die Namen der Kupferstecher, die an der Topographia mitarbeiteten. Aus der Hand von Andreas Trost stammen 81 Stiche sowie das Titelblatt, der kroatische Künstler Paul Ritter-Vitezović steuerte 60 Blätter bei und 36 Stiche fertigte Peter Mungerstorf. Ein beträchtlicher Teil der Kupferstiche ist unsigniert oder wurden mit nicht zuordenbaren Kürzel versehen.
Die künstlerische Qualität der Bildkompositionen ist nicht einheitlich und variiert teilweise beträchtlich. Ansonsten fällt auf, dass für die Kupferstecher anscheinend nur die Darstellung der Gebäude wichtig war, während die das Objekt umgebende Landschaft vom Grafiker ziemlich frei und nach seinem Gutdünken gestaltet wurde.

## Beachtenswertes
Mehr als 200 Bilder aus der Topographia verwendete Valvasor später zur Illustration seines Lebenswerkes Die Ehre dess Hertzogthums Crain. Da die Druckplatten für das Buchformat der Ehre zu breit waren, mussten sie insgesamt um 40 bis 50 mm beschnitten werden. Dadurch wurde die Bildkomposition beeinträchtigt und manche aufschlussreichen Details gingen verloren. 
Von der Topographia Ducatus Carnioliae modernae hat sich nur eine geringe Anzahl von Originalstücken erhalten. Meist sind diese nicht komplett, da topographische Ansichten zu allen Zeiten gerne als Wandschmuck verwendet wurden. Ein vollständiges Exemplar gehört zu den Buchraritäten.
Ein Faksimileausgabe des Werkes erschien im Jahre 1970 beim Verlag Dr. Dr. Rudolf Trofenik in München und bei Cankarjeva Založba in Ljubljana. Die Redaktion lag bei Branko Reisp, der auch das Geleitwort schrieb.